# Карнаросс
Карнаросс (англ. Carnaross; ирл. Carn na Ros) — деревня в Ирландии, находится в графстве Мит (провинция Ленстер).